# Allée Arthur-Honegger
L'allée Arthur-Honegger est une voie du 19e arrondissement de Paris, en France.

## Situation et accès
L'allée Arthur-Honegger est une voie mixte située dans le 19e arrondissement de Paris. Elle débute au 8, sente des Dorées et se termine au 228, avenue Jean-Jaurès.

## Origine du nom

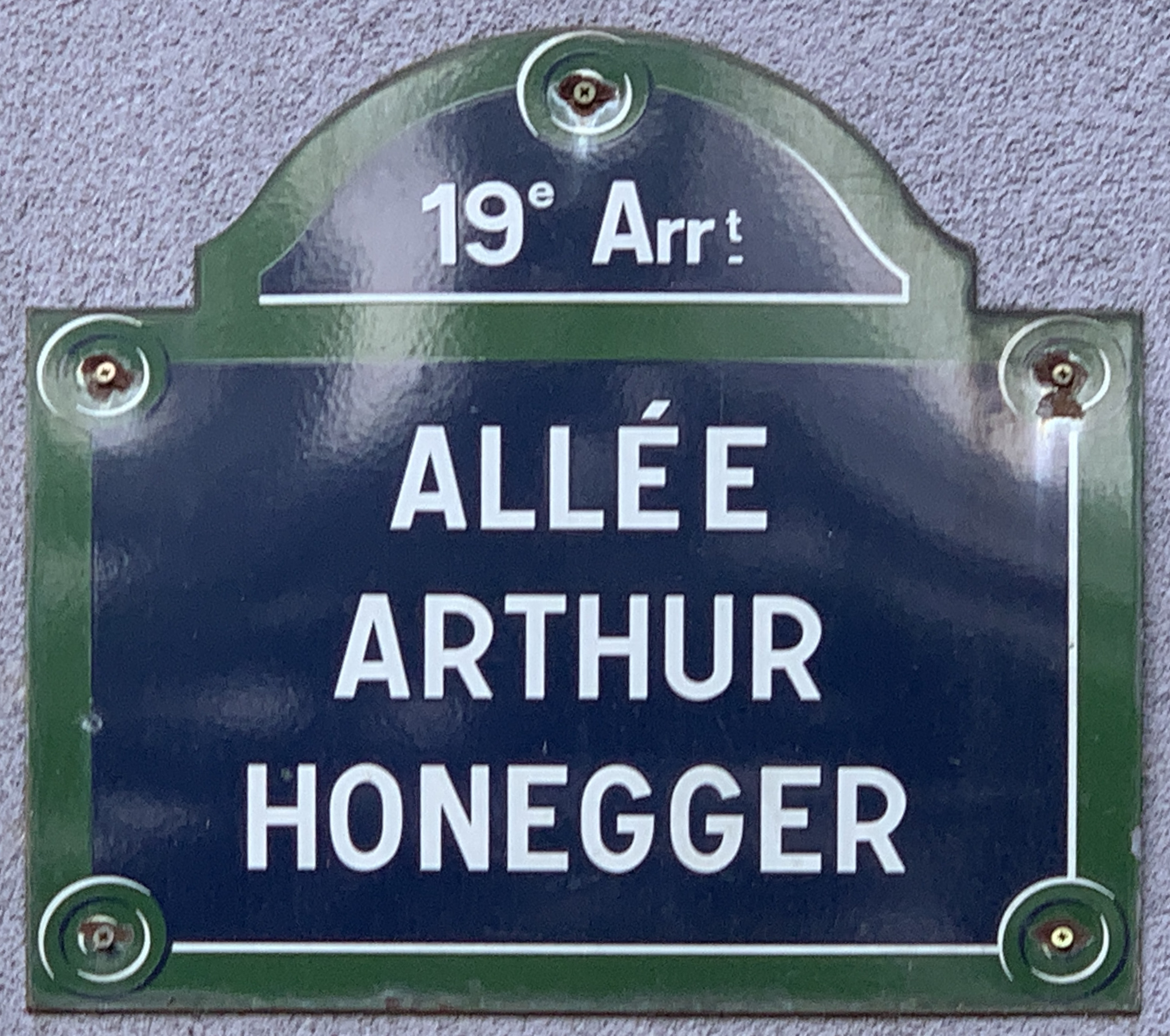
Plaque de l'allée.

Elle doit son nom au compositeur Arthur Honegger (1892-1955).

## Historique
L'allée est construite à la place de l'embranchement ferroviaire reliant la ligne de Petite Ceinture aux abattoirs de la Villette (gare de Paris-Abattoirs et gare de Paris-Bestiaux), comme l'allée Darius-Milhaud qu'elle prolonge.